# Майк Ензі
Майкл Бредлі «Майк» Ензі (англ. Michael Michael Bradley «Mike» Enzi; 1 лютого 1944, Бремертон, Вашингтон — 26 липня 2021, Лавленд, Колорадо) — американський політик, сенатор США від штату Вайомінг (1997—2021), член Республіканської партії.

## Біографія
Народився 1 лютого 1944 року в Бремертоні, Вашингтон, у родині Дороті М. (до шлюбу Бредлі) та Елмера Джакоба Ензі. Його дід та баба по батьківській лінії були етнічними німцями з України, а мати мала ірландське та німецьке походження.
Закінчив Університет Джорджа Вашингтона (1966). Здобув ступінь магістра ділового адміністрування (1968) в Університеті Денвера.
У 1975 ⁣ — ⁣ 1982 — мер міста Джіллетт, Вайомінг. У 1987–1991 — член Палати представників Вайомінгу. У 1991–1997 — член Сенату Вайомінгу. Сенатор від Вайомінгу в 1997—2021 роках.
Майк Ензі помер 26 липня 2021 року в госпіталі міста Лавленд, штат Колорадо, у віці 77 років від травм, отриманих унаслідок аварії з велосипедом напередодні, 23 липня.